# Планински патуљасти опосум
Планински патуљасти опосум (лат. Burramys parvus) је врста сисара из породице патуљастих опосума (Burramyidae).

## Распрострањење
Ареал врсте је ограничен на једну државу. Аустралија је једино познато природно станиште врсте.

## Станиште
Станиште врсте су планине. Врста је по висини распрострањена од 1.300 до 2.228 метара надморске висине.

## Угроженост
Ова врста је крајње угрожена и у великој опасности од изумирања.